# خیرو زهی
خیروزهی (شناخته شده نیز به عنوان ابراهیم زهی) یکی از طوایف تاریخی بلوچ از دودمان گرگیج است.